# 2017년 지진
2017년 지진은 2017년 발생한 지진의 목록 문서이다.

## 지난 10년 간의 지진 발생 추이
| 규모 ＼ 연도 | 2007년 | 2008년 | 2009년 | 2010년 | 2011년 | 2012년 | 2013년 | 2014년 | 2015년 | 2016년 | 2017년 |
| ------------ | ------ | ------ | ------ | ------ | ------ | ------ | ------ | ------ | ------ | ------ | ------ |
| 8.0–9.9      | 4      | 0      | 1      | 1      | 1      | 2      | 2      | 1      | 1      | 0      | 1      |
| 7.0–7.9      | 14     | 12     | 16     | 23     | 19     | 14     | 17     | 11     | 18     | 16     | 6      |
| 6.0–6.9      | 178    | 167    | 144    | 151    | 187    | 117    | 123    | 143    | 127    | 130    | 104    |
| 5.0–5.9      | 2,090  | 1,790  | 1,920  | 2,221  | 2,486  | 1,546  | 1,454  | 1,574  | 1,412  | 1,550  | 1,448  |
| 4.0–4.9      | 12,086 | 12,306 | 6,835  | 10,140 | 13,131 | 10,957 | 11,872 | 15,816 | 13,776 | 13,699 | 11,536 |
| 총 합        | 14,372 | 14,277 | 8,917  | 12,539 | 15,824 | 12,637 | 13,469 | 17,545 | 15,334 | 15,395 | 13,095 |

감지된 지진 횟수의 증가가 '실제 일어난' 지진 횟수가 증가한 것이라 말할 수는 없다. 인구 증가, 인간 거주 구역의 광역화, 지진 감지 기술의 발전 등으로 인해 유감지진, 즉 감지된 지진의 횟수는 실제 일어난 지진 횟수와는 상관없이 계속 늘어날 수 있다.